# Fábula paliata
La fabula palliata o comoedia palliata consiste en la traducción al latín y adaptación de una comedia nueva griega. La paliata se contrapone habitualmente a la fábula togata, de origen totalmente romano, y su nombre se debe a un atuendo griego llamada pallium con el que se vestían los actores.
Los autores más representativos de fábulas paliatas son los cómicos de los principios de la República romana: Plauto, Terencio y Cecilio Estacio, y la principal fuente de inspiración para estos fue la obra del griego Menandro, y autores menores como Dífilo y Filemón. Es reseñable que la Paliata está muy bien documentada gracias a la obra de estos dos autores, que ha sido conservada hasta la actualidad en un estado excelente si tenemos en cuenta que datan del siglo III y siglo II a. C.